# Sylvia Cheeseman

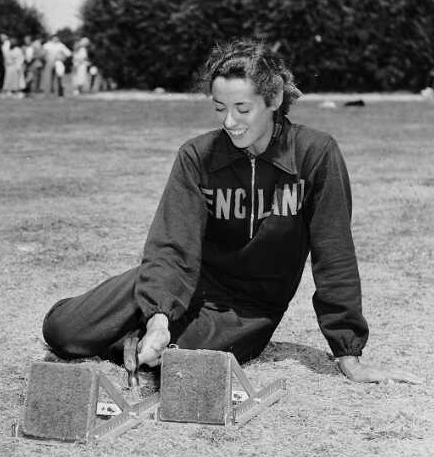
Sylvia Cheeseman (1950)

Sylvia Cheeseman (* 19. Mai 1929 in Richmond) ist eine ehemalige britische Leichtathletin und Olympiateilnehmerin.
Bei den Europameisterschaften 1946 wurde sie Fünfte im 200-Meter-Lauf und Vierte mit der britischen 4-mal-100-Meter-Staffel. 
Bei den Olympischen Sommerspielen 1952 in Helsinki erreichte sie über 200 Meter das Halbfinale und gewann mit der Staffel die Bronzemedaille zusammen mit ihren Teamkolleginnen June Foulds, Jean Desforges und Heather Armitage, hinter dem Team aus den USA (Gold) und dem Team aus Deutschland (Silber). 
Bei den British Empire Games 1950 gewann Sylvia Cheeseman eine Silbermedaille und eine Bronzemedaille mit englischen Staffeln. Die Silbermedaille gewann sie in einer 660-Yards-Staffel, bei der die ersten beiden Läuferinnen je 220 Yards und die beiden anderen je 110 Yards laufen mussten. Die Bronzemedaille erreichte sie als Startläuferin einer 440-Yards-Staffel aus drei Läuferinnen. Cheeseman lief 220 Yards, Margaret Walker und Dorothy Manley jeweils 110 Yards.
Sie war mit dem Leichtathleten John Disley verheiratet.